# Elezioni legislative in Francia del 2017

XV Legislatura dell'Assemblea nazionale delle Repubblica Francese

Le elezioni legislative in Francia del 2017 si sono tenute l'11 giugno (primo turno) e il 18 giugno (secondo turno) per il rinnovo dell'Assemblea nazionale; hanno fatto seguito alle elezioni presidenziali (svoltesi il 23 aprile e il 7 maggio precedenti) e hanno inaugurato la XV legislatura della Quinta Repubblica.

## Contesto

### Sistema elettorale
Il sistema elettorale francese è uninominale maggioritario a doppio turno. La popolazione francese viene divisa in 577 collegi uninominali, su base territoriale. Il candidato che vince il primo turno viene eletto deputato se ottiene la maggioranza assoluta dei voti purché sia pari ad almeno il 25% degli elettori iscritti alle liste del collegio.
Altrimenti accedono al secondo turno i primi due classificati e comunque tutti quelli che hanno ottenuto il 12,5% degli elettori iscritti alle liste del collegio. Quindi è possibile un ballottaggio a tre o a quattro candidati. L'affluenza è importante. Quando è alta, c'è maggiore probabilità di ballottaggi a tre o a quattro. Se è bassa, la soglia del 12,5% si alza sempre più e le triangolari sono più difficili. Nel 2017 vi è stata una sola triangolare per via della bassa affluenza ,sotto il 50%.
Chi vince il secondo turno viene eletto deputato. In caso di parità, vince il candidato più anziano.

### Il primo turno
Queste elezioni legislative vedono al primo turno dell'11 giugno confrontarsi tre coalizioni, quella della maggioranza presidenziale, l'alleanza postgollista Udi-Républicains e quella socialista, mentre da soli si presentano il Front National e France Insoumise di Jean-Luc Mélenchon. C'è un patto di desistenza per il secondo turno tra il FN di Marine Le Pen e Debout la France.
L'11 giugno trionfa la Republique en Marche con il 28,21%, secondi i Repubblicani con il 15,77%, terzo il FN di Marine Le Pen che ottiene il 13,20%. Quarto il partito di Melenchon (LFI) con l'11,03%, che conferma l'aumento dei consensi rispetto a quanto ottenuto cinque anni prima dalla sinistra, ma non riesce a replicare il risultato delle presidenziali, i socialisti crollano ad un misero 7,44%, quando appena 5 anni fa erano il partito più votato. Le proiezioni in seggi assegnano alla coalizione REM+MoDem da 400 a 440 seggi, alla Destra post-gollista da 95 a 132 seggi, alla coalizione di sinistra, PS+PRG+DVG+EELV da 15 a 25 seggi, la coalizione di LFI + PCF da 13 a 23 seggi, mentre al FN da 2 a 5 seggi. Tutti i ministri del governo accedono al ballottaggio, Marine Le Pen arriva in testa nella sua circoscrizione con il 46%, Valls supera Farida Amrani e ottiene il 25,45% a Évry, quasi tutti i ministri sotto Hollande vengono eliminati al primo turno e così il segretario del PS Cambadelìs.
I risultati del primo turno vedono La République en marche ! al primo posto con il 28,21% dei suffragi espressi, seguono I Repubblicani (15,77%), il Fronte Nazionale (13,20%), La France Insoumise (11,30%), il Partito Socialista (7,44%), gli Ecologisti (4,30%), il Movimento Democratico (4,12%), l'Unione dei Democratici e degli Indipendenti (3,03%), ect. 

A livello di coalizione, la Maggioranza presidenziale (LREM+MoDem) arriva al primo posto con il 32,33%, segue il centro-destra (LR+UDI+DVD) con il 21,57%, il Fronte Nazionale da solo con il 13,20%, La France Insoumise da sola con l'11,30% e la sinistra (PS+PRG+DVG) con il 9,51%.
Da notare infine che gli astensionisti (51,30%) sono stati superiori ai votanti (48,70%).

### Il secondo turno
Nel secondo turno del 18 giugno, in quasi tutti i collegi si è andati a un ballottaggio tra i due candidati più votati, visto che a causa della affluenza non alta, in pochi tra i terzi classificati hanno superato il 12,5% del totale degli elettori del collegio.
La tornata elettorale è stata vinta dalla coalizione che sostiene il presidente Emanuel Macron, con 348 seggi che si aggiungono ai 2 conquistati al primo turno, sui 577 seggi complessivi, e potrà così contare su circa il 60,66% (350) dei seggi nell'Assemblea Nazionale e quindi su una solida maggioranza. Nonostante ciò, il risultato è stato molto al di sotto delle aspettative, che davano i macronisti a oltre 400 seggi, anche a causa dell'affluenza bassa. Ha tenuto, anche se ha perso ben 92 seggi, la Destra postgollista, che si è affermata, con distacco, come prima forza di opposizione con 137 seggi.
Stessa cosa non si può dire per la Sinistra parlamentare, che perdendo ben 286 seggi ha subito un vero e proprio tracollo. Tale coalizione ha visto una perdita di voti che sono andati principalmente verso i due neonati movimenti che stanno alla sua sinistra e alla sua destra: la France Incoumise di Melenchon e En Marche di Macron.
Hanno guadagnato consensi e seggi, rispetto allo stesso turno del 2012, sia il Partito Comunista Francese, sia la France Incoumise, sia il Fronte Nazionale, che però per il meccanismo elettorale maggioritario ha ottenuto complessivamente solo l'1,39%dei seggi (8 seggi).
Risultato storico per gli indipendenstisti corsi, che riescono ad entrare in parlamento per la prima volta, ottenendo infatti tre seggi. L'affluenza è stata la più bassa di sempre per le legislative della Quinta Repubblica Francese e si è attestata al 42,64%.
I risultati del secondo turno vedono La République en marche ! al primo posto con il 43,06% dei suffragi espressi, seguono I Repubblicani (22,23%), il Fronte Nazionale (8,75%), il Movimento Democratico (6,06%),  il Partito Socialista (5,68%), La France Insoumise (4,86%), l'Unione dei Democratici e degli Indipendenti (3,04%), ect. 

A livello di coalizione, la Maggioranza presidenziale (LREM+MoDem) arriva al primo posto con il 49,11%, segue il centro-destra (LR+UDI+DVD) con il 26,95%, il Fronte Nazionale da solo con l'8,75%, la sinistra (PS+PRG+DVG) con il 7,49% e La France Insoumise da sola con il 4,86%.
Da notare infine che gli astensionisti (57,36%), anche al secondo turno, sono stati superiori ai votanti (42,64%).
Il sistema elettorale francese inoltre tende a favorire o sfavorire (in termini di seggi ottenuti) le liste a seconda della capacità di queste ultime di creare delle alleanze in vista del ballottaggio tra il primo e il secondo turno; un caso emblematico è il Fronte Nazionale (partito con il quale storicamente gli altri partiti rifiutano di fare alleanze) che con il 13,20% al primo turno e l'8,75% al secondo turno, alla fine riesce ad ottenere 8 seggi, pari all'1,39%.

### Sondaggi

#### Primo turno
| Sondaggio                                                      | Data                    | Grandezza campione | EXG (LO+NPA) | PCF  | FI    | ECO-EELV | PS-PRG-DVG | REM-MoDem | LR-UDI-DVD | DLF  | FN  | Altri |
| -------------------------------------------------------------- | ----------------------- | ------------------ | ------------ | ---- | ----- | -------- | ---------- | --------- | ---------- | ---- | --- | ----- |
| Ipsos                                                          | 7-8 giugno 2017         | 1.112              | 1%           | 2%   | 11.5% | 3%       | 8%         | 31.5%     | 22%        | 1.5% | 17% | 2.5%  |
| Harris                                                         | 6-8 giugno 2017         | 931                | 1%           | 3%   | 12%   | 3%       | 8%         | 30%       | 21%        | 1%   | 17% | 4%    |
| OpinionWay                                                     | 6-8 giugno 2017         | 3.080              | 1%           | 3%   | 12%   | 3%       | 8%         | 30%       | 23%        | -    | 18% | 2%    |
| Ifop-Fiducial                                                  | 6-8 giugno 2017         | 1.003              | 0.5%         | 3%   | 11%   | 3.5%     | 9%         | 30%       | 22%        | 1.5% | 18% | 1.5%  |
| Elabe                                                          | 5-8 giugno 2017         | 1.918              | 0.5%         | 2%   | 11%   | 3%       | 9%         | 29%       | 23%        | 2%   | 17% | 3.5%  |
| BVA Archiviato il 2 luglio 2017 in Internet Archive.           | 2-5 giugno 2017         | 4.772              | 1%           | 2%   | 12.5% | 3%       | 9%         | 30%       | 21,5%      | 2%   | 18% | 1%    |
| Ipsos                                                          | 2-4 giugno 2017         | 1.126              | 1%           | 2%   | 12.5% | 2.5%     | 8.5%       | 29.5%     | 23%        | 1.5% | 17% | 2.5%  |
| Harris                                                         | 30 maggio-1 giugno 2017 | 885                | 2%           | 2%   | 11%   | 3%       | 9%         | 31%       | 20%        | 2%   | 18% | 2,5%  |
| OpinionWay                                                     | 30 maggio-1 giugno 2017 | 1.940              | 1%           | 3%   | 13%   | 12%      | 12%        | 29%       | 22%        | -    | 18% | 2%    |
| Ipsos                                                          | 26-28 maggio 2017       | 1.127              | 0.5%         | 2%   | 11.5% | 3%       | 9%         | 29.5%     | 22%        | 2.5% | 18% | 2%    |
| Kantar Sofres Archiviato il 3 giugno 2017 in Internet Archive. | 24-28 maggio 2017       | 2.022              | 1%           | 2%   | 12%   | 3.5%     | 9%         | 31%       | 19,5%      | 2.5% | 17% | 2,5%  |
| Harris                                                         | 23-26 maggio 2017       | 905                | 2%           | 2%   | 14%   | 3%       | 7%         | 31%       | 18%        | 3%   | 19% | 1%    |
| OpinionWay                                                     | 23-24 maggio 2017       | 2.103              | 1%           | 2%   | 15%   | 10%      | 10%        | 28%       | 22%        | -    | 19% | 3%    |
| Elabe                                                          | 23-24 maggio 2017       | 1.011              | 0.5%         | 2%   | 12%   | 2.5%     | 6.5%       | 33%       | 20%        | 1.5% | 19% | 3%    |
| Ifop-Fiducial                                                  | 18-19 maggio 2017       | 950                | 0.5%         | 1.5% | 15%   | 2.5%     | 7%         | 31%       | 19%        | 2.5% | 18% | 3%    |
| Harris                                                         | 16-18 maggio 2017       | 940                | 1%           | 2%   | 16%   | 3%       | 6%         | 32%       | 18%        | 3%   | 19% | -     |
| OpinionWay                                                     | 16-18 maggio 2017       | 1.997              | 1%           | 2%   | 14%   | 11%      | 11%        | 27%       | 22%        | -    | 20% | 3%    |
| Harris                                                         | 15-17 maggio 2017       | 4.598              | 1%           | 2%   | 15%   | 3%       | 6%         | 32%       | 19%        | 3%   | 19% | -     |
| Harris                                                         | 9-11 maggio 2017        | 941                | 2%           | 2%   | 14%   | 3%       | 7%         | 29%       | 20%        | 3%   | 20% | -     |
| Harris                                                         | 7 maggio 2017           | 2.376              | 1%           | 2%   | 13%   | 3%       | 8%         | 26%       | 22%        | 3%   | 22% | -     |
| Kantar Sofres Archiviato il 9 agosto 2020 in Internet Archive. | 4-5 maggio 2017         | 1.507              | 2%           | 1%   | 15%   | 3.5%     | 9%         | 24%       | 22%        | 2.5% | 21% | -     |
| Ifop-Fiducial                                                  | 4-5 maggio 2017         | 1.405              | 1%           | 2%   | 16%   | 3%       | 9%         | 22%       | 22.5%      | 1.5% | 20% | 3%    |
| OpinionWay                                                     | 24 Apr-1 maggio 2017    | 5.032              | 1%           | 10%  | 10%   | 13%      | 13%        | 26%       | 27%        | -    | 19% | 4%    |

#### Stima della ripartizione dei seggi
| Istituto sondaggistica | Data                    | Grandezza campione | FI    | PCF   | PS    | PRG   | DVG   | EELV  | REM     | MoDem   | LR      | UDI     | DVD     | FN    | DLF   | Altri |
| --- | ----------------------- | ------------------ | ----- | ----- | ----- | ----- | ----- | ----- | ------- | ------- | ------- | ------- | ------- | ----- | ----- | ----- |
| Odoxa | 14-15 giugno 2017       | 948                | 8-17  | 8-17  | 25-35 | 25-35 | 25-35 | 25-35 | 430-460 | 430-460 | 70-95   | 70-95   | 70-95   | 1-6   | 1-6   | 3-7   |
| Harris | 13-15 giugno 2017       | 914                | 14-25 | 14-25 | 22-35 | 22-35 | 22-35 | 22-35 | 440-470 | 440-470 | 60-80   | 60-80   | 60-80   | 1-6   | 1-6   | 3-7   |
| OpinionWay | 13-15 giugno 2017       | 2.901              | 5-15  | 5-15  | 20-30 | 20-30 | 20-30 | 20-30 | 440-470 | 440-470 | 70-90   | 70-90   | 70-90   | 1-5   | 1-5   | 3-10  |
| Ipsos | 7-8 giugno 2017         | 1.112              | 11-21 | 11-21 | 22-32 | 22-32 | 22-32 | 22-32 | 397-427 | 397-427 | 95-115  | 95-115  | 95-115  | 5-15  | 5-15  | 5-10  |
| Harris | 6-8 giugno 2017         | 931                | 15-25 | 15-25 | 20-30 | 20-30 | 20-30 | 20-30 | 360-390 | 360-390 | 125-140 | 125-140 | 125-140 | 8-18  | 8-18  | 7-9   |
| OpinionWay | 6-8 giugno 2017         | 3.080              | 12-22 | 12-22 | 15-25 | 15-25 | 15-25 | 15-25 | 370-400 | 370-400 | 120-150 | 120-150 | 120-150 | 8-18  | 8-18  | 5-10  |
| Ipsos | 2-4 giugno 2017         | 1.126              | 12-22 | 12-22 | 25-35 | 25-35 | 25-35 | 25-35 | 385-415 | 385-415 | 105-125 | 105-125 | 105-125 | 5-15  | 5-15  | 3-7   |
| Harris | 30 maggio-1 giugno 2017 | 885                | 15-25 | 15-25 | 30-44 | 30-44 | 30-44 | 30-44 | 330-360 | 330-360 | 135-150 | 135-150 | 135-150 | 8-22  | 8-22  | 7-9   |
| OpinionWay | 30 maggio-1 giugno 2017 | 1.940              | 24-31 | 24-31 | 20-35 | 20-35 | 20-35 | 20-35 | 335-355 | 335-355 | 145-165 | 145-165 | 145-165 | 7-17  | 7-17  | 5-10  |
| Ipsos | 27-30 maggio 2017       | 8.778              | 10-20 | 10-20 | 25-35 | 25-35 | 25-35 | 25-35 | 395-425 | 395-425 | 95-115  | 95-115  | 95-115  | 5-15  | 5-15  | 5-10  |
| Kantar Sofres Archiviato il 3 giugno 2017 in Internet Archive. | 24-28 maggio 2017       | 2.022              | 20-30 | 20-30 | 40-50 | 40-50 | 40-50 | 40-50 | 320-350 | 320-350 | 140-155 | 140-155 | 140-155 | 10-15 | 10-15 | 5-10  |
| OpinionWay* | 23-24 maggio 2017       | 2.103              | 25-30 | 25-30 | 25-30 | 25-30 | 25-30 | 25-30 | 310-330 | 310-330 | 140-160 | 140-160 | 140-160 | 10-15 | 10-15 | -     |
| OpinionWay* | 16-18 maggio 2017       | 1.997              | 20-25 | 20-25 | 40-50 | 40-50 | 40-50 | 40-50 | 280-300 | 280-300 | 150-170 | 150-170 | 150-170 | 10-15 | 10-15 | -     |
| OpinionWay* | 24 aprile-1 maggio 2017 | 5.032              | 6-8   | 6-8   | 28-43 | 28-43 | 28-43 | 28-43 | 249-286 | 249-286 | 200-210 | 200-210 | 200-210 | 15-25 | 15-25 | -     |
| * per 535 dei 577 collegi (solo Francia metropolitana; esclusa la Corsica, i territori d'oltremare e francesi residenti all'estero); si veda notice of the French polling commission |                         |                    |       |       |       |       |       |       |         |         |         |         |         |       |       |       |

## Risultati
| Liste                                             | Primo turno | Primo turno | Primo turno | Secondo turno | Secondo turno | Secondo turno | Totale seggi |
| Liste                                             | Voti        | %           | Seggi       | Voti          | %             | Seggi         | Totale seggi |
| ------------------------------------------------- | ----------- | ----------- | ----------- | ------------- | ------------- | ------------- | ------------ |
| La République En Marche (LREM)                    | 6.391.269   | 28,21       | 2           | 7.826.245     | 43,06         | 306           | 308          |
| I Repubblicani (LR)                               | 3.573.427   | 15,77       | -           | 4.040.203     | 22,23         | 112           | 112          |
| Fronte Nazionale (FN)                             | 2.990.454   | 13,20       | -           | 1.590.869     | 8,75          | 8             | 8            |
| La France Insoumise (FI)                          | 2.497.622   | 11,03       | -           | 883.573       | 4,86          | 17            | 17           |
| Partito Socialista (SOC)                          | 1.685.677   | 7,44        | -           | 1.032.842     | 5,68          | 30            | 30           |
| Ecologisti (ECO)                                  | 973.527     | 4,30        | -           | 23.197        | 0,13          | 1             | 1            |
| Movimento Democratico (MoDem)                     | 932.227     | 4,12        | -           | 1.100.656     | 6,06          | 42            | 42           |
| Unione dei Democratici e degli Indipendenti (UDI) | 687.225     | 3,03        | 1           | 551.784       | 3,04          | 17            | 18           |
| Divers droite (DVD)                               | 625.345     | 2,76        | -           | 306.074       | 1,68          | 6             | 6            |
| Partito Comunista Francese (COM)                  | 615.487     | 2,72        | -           | 217.833       | 1,20          | 10            | 10           |
| Divers (DIV)                                      | 500.309     | 1,05        | -           | 100.574       | 0,55          | 3             | 3            |
| Divers gauche (DVG)                               | 362.281     | 1,60        | 1           | 263.488       | 1,45          | 11            | 12           |
| Debout la France (DLF)                            | 265.420     | 1,17        | -           | 17.344        | 0,10          | 1             | 1            |
| Regionalisti (REG)                                | 204.049     | 0,90        | -           | 137.490       | 0,76          | 5             | 5            |
| Extrême gauche (EXG)                              | 175.214     | 0,77        | -           | N.D.          | N.D.          | N.D.          | -            |
| Partito Radicale di Sinistra (RDG)                | 106.311     | 0,47        | -           | 64.860        | 0,36          | 3             | 3            |
| Extrême droite (EXD)                              | 68.320      | 0,30        | -           | 19.034        | 0,10          | 1             | 1            |
| Totale                                            | 22.654.164  | 100         | 4           | 18.176.066    | 100           | 573           | 577          |
| Schede bianche                                    | 357.018     |             |             | 1.409.784     |               |               |              |
| Schede nulle                                      | 156.326     | 578.765     |             |               |               |               |              |
| Votanti                                           | 23.167.508  | 20.164.615  |             |               |               |               |              |
| Elettori                                          | 47.570.988  | 47.293.103  |             |               |               |               |              |

## Composizione dell'Assemblea nazionale
| Gruppo parlamentare | Gruppo parlamentare                                | Lista / partito maggioritario                     | Membri | Apparentati | Totale | Tipo          |
| ------------------- | -------------------------------------------------- | ------------------------------------------------- | ------ | ----------- | ------ | ------------- |
|                     | La République en marche !                          | La République en marche ! (LREM)                  | 309    | 5           | 314    | Maggioritario |
|                     | Les Républicains                                   | I Repubblicani (LR)                               | 95     | 5           | 100    | Opposizione   |
|                     | Mouvement Démocrate et apparentés                  | Movimento Democratico (MoDem)                     | 43     | 4           | 47     | Minoritario   |
|                     | Les Constructifs : républicains, UDI, indépendants | Unione dei Democratici e degli Indipendenti (UDI) | 34     | 1           | 35     | Minoritario*  |
|                     | Nouvelle Gauche                                    | 27 Partito Socialista (SOC) 3 PPM, 1 MRC.         | 28     | 3           | 31     | Opposizione*  |
|                     | La France insoumise                                | La France Insoumise (FI)                          | 17     | 0           | 17     | Opposizione   |
|                     | Gauche démocrate et républicaine                   | 10 COM 1 MIM, 1 PSG, 1 PPM, 1 PLR, 1 RDM, 1 TH.   | 16     | 0           | 16     | Opposizione   |
|                     | Non inscrit                                        | 8 RN 3 PaC, 2 RDG, 1 DVD, 1 DVG, 1 DLF, 1 EXD.    | 17     | 0           | 17     |               |
| Totale              | Totale                                             | Totale                                            | 559    | 18          | 577    |               |

- Nota: sono riportati i gruppi così come formatisi all'indomani delle elezioni, i membri dei gruppi possono variare nell'arco della legislatura; accanto al nome del gruppo è riportato il nome della lista dalla quale provengono maggioritariamente i membri del gruppo; i membri dei gruppi non riflettono quindi perfettamente gli eletti delle liste, ad esempio almeno una quindicina di eletti LR sono iscritti nel gruppo Les Constructifs; i membri apparentati sono generalmente gli eletti di liste minori o divers; il tipo indica l'appartenenza del gruppo alla maggioranza (gruppo maggioritario il gruppo più grande, gruppi minoritari tutti gli altri) o all'opposizione (se il gruppo lo dichiara espressamente), un asterisco indica se il posizionamento non è chiaro ma deducibile dalla dichiarazione di creazione del gruppo.

## Risultati per carte

Colore politico del candidato in testa al primo turno per circoscrizione
Colore politico del candidato in testa al primo turno per comune
Colore politico del candidato in testa al secondo turno per circoscrizione
Colore politico del candidato in testa al secondo turno per comune
Colore politico del candidato eletto per circoscrizione
Colore politico del candidato eletto per circoscrizione all'estero